# Joaquim Pereira da Silva
Joaquim Pereira da Silva, segundo barão de Monte Verde, (Pouso Alto — Rio de Janeiro, 15 de dezembro de 1890) foi um nobre brasileiro.
Filho de José Pereira da Silva e Maria Pereira da Silva, casou-se com sua prima Rita Pereira da Silva, viúva do barão de Pouso Alto.
Agraciado barão em 15 de outubro de 1872.